# Monkeybone
Monkeybone (2001) este un film de fantezie-comedie regizat de Henry Selick care combină filmul artistic cu animația. Este bazat pe un roman grafic de Kaja Blackley denumit Dark Town.  În rolurile principale joacă actorii Brendan Fraser, Bridget Fonda, Whoopi Goldberg, Rose McGowan, David Foley, Giancarlo Esposito, Megan Mullally, Lisa Zane, Chris Kattan și, nemenționat, Thomas Haden Church.

## Prezentare
Stu Miley este un creator de benzi desenate deziluzionat care este autorul unui personaj, maimuța Monkeybone. Stu este îndrăgostit de Dr. Julie McElroy, o lucrătoare la Institutul Somnului care-l ajută să-și trateze coșmarurile pe care le are încă din copilărie. Încercând să plece de la o prezentare comercială a unui nou serial cu Monkeybone, Stu și Julie au un accident stupid de mașină, iar Stu intră în comă.
Odată ajuns în lumea viselor, Down Town, Stu se întâlnește cu diferite personaje bizare și chiar și cu Monkeybone, maimuța sa care aici este vie. Zeul viselor, Hypnos, îl trimite să fure o cheie de la Moarte pentru a putea ieși din comă și din această lume, dar este păcălit și în locul lui este trimisă maimuța Monkeybone. Totul pentru ca aceasta, aflată în lumea reală în corpul lui Stu, să trimită cât mai multe coșmaruri cu ajutorul unui ser de la Institutul Somnului. Stu, ajutat de Moarte, se întoarce și el în lumea reală pentru a încerca să rezolve lucrurile, totul cu ajutorul unui donator de organe de la morgă în al cărui trup intră.

## Actori
- Brendan Fraser ca Stu Miley
- Bridget Fonda ca Dr. Julie McElroy
- Chris Kattan ca Donatorul de Organe Stu
- Whoopi Goldberg ca Death
- Ted Rooney ca vocea lui Grim Reaper
- Rose McGowan ca Miss Kitty
- Giancarlo Esposito ca Hypnos
- John Turturro (voce) ca Monkeybone
- David Foley ca Herb
- Megan Mullally ca Kimmy Miley
- Thomas Haden Church (nemenționat) ca asistentul Morții
- Lisa Zane ca Medusa
- Thomas Molloy ca Arnold the Super Reaper
- Roger L. Jackson (voce) ca Arnold the Super Reaper
- Jon Bruno ca Stephen King
- Owen Masterson ca Jack the Ripper
- Shawnee Free Jones ca Lizzie Borden
- Jen Sung Outerbridge ca Atilla the Hun
- Ilia Volok ca Grigori Rasputin
- Claudette Mink ca Typhoid Mary
- Bob Odenkirk ca Morgue Surgeon
- Doug Jones ca Yeti
- Jody St. Michael ca Centaur
- Arturo Gil ca Rat Guard
- Brian Steele ca Jumbo the Elephant God
- Leif Tilden ca Cyclops
- Mark Vinello ca Assbackwards
- Leslie Hedger (voce) - nemenționat